# Division I i bandy 1962
Division I i bandy 1962 var Sveriges högsta division i bandy säsongen 1962. Norrgruppsvinnarna Edsbyns IF lyckades vinna svenska mästerskapet efter seger med 3-1 mot södergruppsvinnarna IK Sirius i finalmatchen på Stockholms stadion den 18 februari 1962.

## Upplägg
Gruppvinnarna i de två geografiskt indelade 10-lagsgrupperna möttes i final, och lag 9-10 i respektive grupp flyttades ned till Division II.

## Förlopp
- Första omgången spelades den 31 december 1961, och därmed spelades ingen annandagsbandy i Division I denna säsong.[2]
- Skytteligan vanns av Rolf Jonsson, Edsbyns IF med 14 fullträffar.[3].

## Seriespelet

### Division I norra
| Nr | Lag            | S | V | O | F | +/-     | P  |
| -- | -------------- | - | - | - | - | ------- | -- |
| 1  | Edsbyns IF     | 9 | 7 | 1 | 1 | 34 - 17 | 15 |
| 2  | Sandvikens AIK | 9 | 6 | 2 | 1 | 23 - 11 | 14 |
| 3  | IK Huge        | 9 | 4 | 3 | 2 | 19 - 16 | 11 |
| 4  | Brobergs IF    | 9 | 5 | 0 | 4 | 32-24   | 10 |
| 5  | Västanfors IF  | 9 | 5 | 0 | 4 | 25 - 22 | 10 |
| 6  | Djurgårdens IF | 9 | 3 | 3 | 3 | 18 - 23 | 9  |
| 7  | IK Heros       | 9 | 3 | 2 | 4 | 28 - 30 | 8  |
| 8  | Skutskärs IF   | 9 | 2 | 2 | 5 | 17 - 25 | 6  |
| 9  | Ljusdals BK    | 9 | 1 | 2 | 6 | 11 - 23 | 4  |
| 10 | Forsbacka IK   | 9 | 1 | 1 | 7 | 18 - 34 | 3  |

### Division I södra
| Nr | Lag             | S | V | O | F | +/-     | P  |
| -- | --------------- | - | - | - | - | ------- | -- |
| 1  | IK Sirius       | 9 | 8 | 1 | 0 | 28 - 9  | 17 |
| 2  | Örebro SK       | 9 | 6 | 1 | 2 | 22 - 15 | 13 |
| 3  | Västerås SK     | 9 | 4 | 2 | 3 | 35 - 16 | 10 |
| 4  | Katrineholms SK | 9 | 4 | 2 | 3 | 24 - 19 | 10 |
| 5  | Hammarby IF     | 9 | 3 | 3 | 3 | 28 - 25 | 9  |
| 6  | Nässjö IF       | 9 | 3 | 3 | 3 | 24 - 22 | 9  |
| 7  | IF Göta         | 9 | 3 | 2 | 4 | 26 - 22 | 8  |
| 8  | Lesjöfors IF    | 9 | 2 | 3 | 4 | 19 - 29 | 7  |
| 9  | Hälleforsnäs IF | 9 | 2 | 1 | 6 | 17 - 31 | 5  |
| 10 | Mjölby AIF      | 9 | 1 | 0 | 8 | 16 - 51 | 2  |

## Seriematcherna

### Norrgruppen
- 31 december 1961 Djurgårdens IF-Ljusdals BK 2-2
- 31 december 1961 Forsbacka IK-Edsbyns IF 2-4
- 31 december 1961 IK Heros-Sandvikens AIK 1-5
- 31 december 1961 IK Huge-Brobergs IF 3-2
- 31 december 1961 Västanfors IF-Skutskärs IF 2-1

- 6 januari 1962 Brobergs IF-Västanfors IF 4-3
- 6 januari 1962 Edsbyns IF-IK Heros 5-2
- 6 januari 1962 Ljusdals BK-IK Huge 0-1
- 6 januari 1962 Sandvikens AIK-Forsbacka IK 5-2
- 6 januari 1962 Skutskärs IF-Djurgårdens IF 1-2

- 7 januari 1962 Djurgårdens IF-Forsbacka IK 5-1
- 7 januari 1962 Edsbyns IF-Ljusdals BK 3-0
- 7 januari 1962 IK Heros-Brobergs IF 5-4
- 7 januari 1962 IK Huge-Västanfors IF 3-1
- 7 januari 1962 Sandvikens AIK-Skutskärs IF 4-1

- 14 januari 1962 Djurgårdens IF-IK Huge 2-1
- 14 januari 1962 Forsbacka IK-Brobergs IF 2-3
- 14 januari 1962 Ljusdals BK-Sandvikens AIK 0-1
- 14 januari 1962 Skutskärs IF-IK Heros 1-1
- 14 januari 1962 Västanfors IF-Edsbyns IF 1-2

- 21 januari 1962 Brobergs IF-Sandvikens AIK 3-0
- 21 januari 1962 Edsbyns IF-Djurgårdens IF 3-3
- 21 januari 1962 Forsbacka IK-Ljusdals BK 1-1
- 21 januari 1962 IK Heros-Västanfors IF 2-4
- 21 januari 1962 Skutskärs IF-IK Huge 2-2

- 28 januari 1962 Brobergs IF-Skutskärs IF 4-2
- 28 januari 1962 IK Heros-Ljusdals BK 6-1
- 28 januari 1962 IK Huge-Forsbacka IK 3-0
- 28 januari 1962 Sandvikens AIK-Edsbyns IF 3-1
- 28 januari 1962 Västanfors IF-Djurgårdens IF 2-1

- 3 februari 1962 Djurgårdens IF-Sandvikens AIK 1-1
- 3 februari 1962 Edsbyns IF-Brobergs IF 4-3
- 3 februari 1962 Forsbacka IK-Skutskärs IF 1-4
- 3 februari 1962 IK Huge-IK Heros 4-4
- 3 februari 1962 Ljusdals BK-Västanfors IF 2-5

- 4 februari 1962 Brobergs IF-Djurgårdens IF 7-0
- 4 februari 1962 Edsbyns IF-IK Huge 3-0
- 4 februari 1962 Forsbacka IK-IK Heros 4-2
- 4 februari 1962 Sandvikens AIK-Västanfors IF 2-0
- 4 februari 1962 Skutskärs IF-Ljusdals BK 2-0

- 11 februari 1962 IK Heros-Djurgårdens IF 5-2
- 11 februari 1962 Ljusdals BK-Brobergs IF 5-2
- 11 februari 1962 Sandvikens AIK-IK Huge 2-2
- 11 februari 1962 Skutskärs IF-Edsbyns IF 3-9
- 11 februari 1962 Västanfors IF-Forsbacka IK 7-5

### Södergruppen
- 31 december 1961 IF Göta-Västerås SK 4-2
- 31 december 1961 Katrineholms SK-Hälleforsnäs IF 2-1
- 31 december 1961 Mjölby AIF-IK Sirius 0-5
- 31 december 1961 Nässjö IF-Lesjöfors IF 1-1
- 31 december 1961 Örebro SK-Hammarby IF 1-1

- 6 januari 1962 Hammarby IF-Nässjö IF 2-5
- 6 januari 1962 Katrineholms SK-Mjölby AIF 7-1
- 6 januari 1962 Lesjöfors IF-IK Sirius 1-3
- 6 januari 1962 Västerås SK-Hälleforsnäs IF 5-2
- 6 januari 1962 Örebro SK-IF Göta 4-2

- 7 januari 1962 Hälleforsnäs IF-IF Göta 3-3
- 7 januari 1962 Lesjöfors IF-Katrineholms SK 1-1
- 7 januari 1962 Mjölby AIF-Västerås SK 0-10
- 7 januari 1962 Nässjö IF-Örebro SK 2-1
- 7 januari 1962 IK Sirius-Hammarby IF 3-2

- 14 januari 1962 IF Göta-Mjölby AIF 7-1
- 14 januari 1962 Katrineholms SK-Hammarby IF 2-2
- 14 januari 1962 IK Sirius-Hälleforsnäs IF 3-1
- 14 januari 1962 Västerås SK-Nässjö IF 3-3
- 14 januari 1962 Örebro SK-Lesjöfors IF 3-0

- 21 januari 1962 Hammarby IF-Hälleforsnäs IF 7-0
- 21 januari 1962 Katrineholms SK-IF Göta 4-3
- 21 januari 1962 Mjölby AIF-Örebro SK 3-4
- 21 januari 1962 Nässjö IF-IK Sirius 1-5
- 21 januari 1962 Västerås SK-Lesjöfors IF 10-1

- 28 januari 1962 Hammarby IF-Västerås SK 3-1
- 28 januari 1962 Hälleforsnäs IF-Örebro SK 2-3
- 28 januari 1962 Lesjöfors IF-Mjölby AIF 4-3
- 28 januari 1962 Nässjö IF-Katrineholms SK 1-4
- 28 januari 1962 IK Sirius-IF Göta 1-0

- 3 februari 1962 IF Göta-Lesjöfors IF 2-1
- 3 februari 1962 Hälleforsnäs IF-Nässjö IF 3-1
- 3 februari 1962 Mjölby AIF-Hammarby IF 6-3
- 3 februari 1962 Västerås SK-IK Sirius 1-1
- 3 februari 1962 Örebro SK-Katrineholms SK 3-2

- 4 februari 1962 Hammarby IF-IF Göta 3-2
- 4 februari 1962 Katrineholms SK-Västerås SK 1-3
- 4 februari 1962 Lesjöfors IF-Hälleforsnäs IF 5-1
- 4 februari 1962 Nässjö IF-Mjölby AIF 7-0
- 4 februari 1962 Örebro SK-IK Sirius 2-3

- 11 februari 1962 IF Göta-Nässjö IF 3-3
- 11 februari 1962 Hammarby IF-Lesjöfors IF 5-5
- 11 februari 1962 Hälleforsnäs IF-Mjölby AIF 4-2
- 11 februari 1962 IK Sirius-Katrineholms SK 4-1
- 11 februari 1962 Västerås SK-Örebro SK 0-1

## Svenska mästerskapet 1962

### Match om tredje pris
- Örebro SK-Sandvikens AIK 3-1

### Final
- 18 februari 1962: Edsbyns IF-IK Sirius 3-2 (Stockholms stadion)

## Svenska mästarna
Mall:Edsbyns IF 1962

### Fotnoter
1. ↑  Erik Jonsson. ”1960–1969”. Svenska Bandyförbundet. Arkiverad från originalet den 17 mars 2020. https://web.archive.org/web/20200317215222/https://www.svenskbandy.se/BANDYFINALEN/HISTORIK/Svenskamastare/Herrar/1960-1969. Läst 21 mars 2020.
2. ↑  Erik Jonsson (24 december 2007). ”Tacka Västerås för annandagsbandyn”. Svenska Bandyförbundet. Arkiverad från originalet den 22 juni 2019. https://web.archive.org/web/20190622134134/http://www.svenskbandy.se/NYHETER/CLASSESHISTORISKAHORNA/Aldrekronikor/Tackavasterasforannandagsbandyn/. Läst 24 december 2007.
3. ↑  Erik Jonsson. ”Skyttekungar”. Svenska Bandyförbundet. Arkiverad från originalet den 11 mars 2016. https://web.archive.org/web/20160311201110/http://www.svenskbandy.se/SERIERCUPER/ELITSERIENHERR/HISTORIKSTATISTIK/STATISTIK/Malstatistik-overgripande/Skyttekungar/. Läst 11 oktober 2009.